# 日本國鐵8900型蒸汽機車
8900型蒸氣機車，是日本國有鐵道擁有的蒸氣機車車款之一，由國鐵前身鐵道院從美國購入，於1912年起服役，用於牽引當地的「特別急行列車」，也是國鐵首次提供此等服務。

## 歷史
這款機車由美国机车公司負責製造，為數36輛，採煤水車分體設計，機車及煤水車分別由美國及日本製造。第一批機車為數24輛（8900-8923），第二批為數12輛（8924-8935）。此型机车的輪式採用4-6-2，為日本首次使用。1934年本型机车全数报废，但没有机车留存展示。

## 台鐵的8900形
台灣方面也有同型車款，台灣總督府於1913年引入4輛8900型同款車，編號200-203。二戰過後，這4輛機車由台灣鐵路管理局接收，成為CT240型。